# Und freitags in die Grüne Hölle
Und freitags in die Grüne Hölle (Eigenschreibweise: ...und freitags in die "Grüne Hölle") ist ein DEFA-Dokumentarfilm, der einen Fanclub des 1. FC Union Berlin während der DDR-Oberliga-Saison 1987/88 begleitet.

## Handlung
Die Mitglieder des BSV Prenzlauer Berg, eines Vereins von Hobbyfußballern und Fans des DDR-Oberligisten Union Berlin, treffen sich jede Woche in ihrer Stammkneipe Grüne Hölle, um gemeinsam die Spiele ihres Vereins zu verfolgen. Oft gehen sie auch gemeinsam ins Stadion oder fahren mit dem Zug zu Auswärtsspielen. Bei einem Auswärtsspiel gegen Lok Leipzig kommt es zu Randalen und Schlägereien zwischen den rivalisierenden Fangruppen.
Zwischen den Szenen im Stadion und in der Kneipe werden Interviewszenen mit dem inoffiziellen Chef des Fanclubs, Andreas Schwadden, und mit Theo Koerner, einem Fan-Beauftragten von Union Berlin, gezeigt. Schwadden redet dabei nicht nur über seine Leidenschaft für Fußball und seine ambivalente Haltung zur Gewalt im Stadion, sondern auch über seine persönlichen Einstellungen und Zukunftspläne. Dabei wird auch seine – für einen DEFA-Film ungewöhnliche – indifferente bis kritische Haltung gegenüber dem Staat deutlich: Über die FDJ redet er eher abfällig, und was er am meisten bedauere, sei, nicht in den Westen reisen zu können.

## Produktion
Der Film wurde vom DEFA-Studio für Dokumentarfilme produziert und beim Festival des Dokumentarfilms 1989 in Neubrandenburg gezeigt. Außerhalb dieses Festivals wurde er ab dem 9. Februar 1990 gezeigt. 2007 erschien der Film bei Icestorm Entertainment auf DVD, zusammen mit dem Bonusfilm „20 Jahre nach der Hölle“. In dieser Fortsetzung wurden drei der im Film gezeigten Fans 20 Jahre später nochmal interviewt.

## Kritik
Birgit Galle stellte 1989 im Neuen Deutschland fest:

„Es geht um junge Burschen, denen ihre Fußballmannschaft und der Fan-Club alles bedeuten. Cantzler spart Konflikte nicht aus: sie spiegeln sich in der Haltung der Fans. Der Zuschauer wird in die Pflicht genommen, über verlorengegangenes Interesse an gesellschaftlichen Prozessen bei diesen jungen Leuten nachzudenken.“